# Темперамент
Темпераментът е съвкупността от устойчиви индивидуални психични свойства, определящи динамиката на психическата дейност на човека и оставящи относително постоянни при различни мотиви, съдържание и цели на дейността.

## Параметри
Психологическата характеристика на типовете темперамент се определя от следните основни параметри:

### Сензитивност
За нея се съди по най-малката сила на външните въздействия, необходима за предизвикването на психична реакция у човека. Става дума както за най-малката сила на дразнителя, необходима за възникване на усещане, така и за най-малката степен на незадоволеност на потребността, която причинява психична реакция.

### Реактивност
За нея се съди по това в каква степен индивидът реагира емоционално на външните или вътрешните въздействия с една и съща сила.

### Активност
Определя се от това колко дейно индивидът въздейства на околната среда и преодолява външните и вътрешните препятствия при осъществяването на своите цели.

### Съотношение реактивност – активност
Става дума за това кое е доминантно за поведението на индивида – случайните вътрешни или външни обстоятелства или целите, намеренията и стремежите.

### Темп на реакциите
За него се съди по скоростта на протичане на психичните реакции и процеси.

### Пластичност и ригидност
Определят до каква степен индивидът лесно и гъвкаво се приспособява към изменящите се външни въздействия, респективно в каква степен инертно е поведението му.

## Класификация според Хипократ
Взаимна връзка на темперамента с типовете висша нервна дейност – ВНД
Класическата типология на темпераментите се базира на една древна класификация. Хипократ през V век пр.н.е. описва четири човешки типа според „преобладаващата в организма им течност“: сангвиник (кръв), холерик (жълта жлъчка), флегматик (лимфа) и меланхолик (черна жлъчка). Естествено, в наше време от Хипократ са заимствани само имената на четирите типа, а делението между тях се извършва на основата на разгледаните по-горе шест критерия, свързани с типа висша нервна дейност на човека. Четирите класически темпераментови типа могат да бъдат описани най-общо по следния начин:

### Сангвиник
Лабилен тип ВНД
Повишена реактивност. Жив и с голяма възбуда, откликващ на всичко, което привлича вниманието му. Жива мимика и изразителни движения. По лицето може да се отгатне настроението му и отношението му към определен човек или предмет. Бързо съсредоточава вниманието си. Понижена сензитивност (висок праг на усещане) и повишена активност. Много енергичен и работоспособен. Активността и реактивността са уравновесени. Лесно се поддава на дисциплина, добре сдържа проявата на чувствата си и неволевите си реакции. Бързи движения, бърз темп на речта, готовност за включване в нова работа, бързо съсредоточаване на вниманието, находчивост. Висока пластичност. Чувствата, настроението, интересите и стремежите са много променливи. Лесно установява контакти с нови хора, лесно свиква с нови изисквания и с нова обстановка. Може да обича няколко мъже (жени) едновременно. Бързо се превключва от една работа на друга, усвоява и преустройва навиците си. Уравновесен.

### Холерик
Възбудим тип ВНД
Както сангвиникът, холерикът също се отличава със слаба сензитивност, висока реактивност и активност, но при него реактивността преобладава над активността. Поради това е необуздан, невъздържан, нетърпелив, избухлив. По-малко пластичен и по-ригиден от сангвиника. Оттук идват и по-голямата устойчивост на стремежите и интересите, и проблемите с пренасочването на вниманието. Бърз психически темп. Неуравновесеност.

### Флегматик
Инертен тип ВНД
Слаба сензитивност и емоционалност. Бедна мимика, неизразителни движения. Работоспособност и издръжливост. Голямата активност преобладава значително над слабата реактивност. Отличава се с търпение и самообладание. Бавен темп на речта и движенията и бавно съсредоточаване. Ригиден. Трудно превключва вниманието си, трудно се приспособява към нова обстановка, трудно влиза в контакт с нови хора и трудно променя навиците си. Уравновесен.

### Меланхолик
понижена възбудимост ВНД
Голяма сензитивност и много нисък праг на усещанията, извънредно чувствителен. Слаба реактивност, неизразителна мимика и бедни движения, тих глас. Понижена активност. Неувереност в себе си, стеснителен, дори и незначителна трудност може да го накара да се предаде или откаже, лесно се уморява и е слабо работоспособен. Неустойчиво внимание и бавен психичен темп. Ригиден. Неуравновесен.
| Класическа | Елемент | Адлер            | Кръвна Група |
| ---------- | ------- | ---------------- | ------------ |
| Меланхолик | Земя    | Избягващ         | А            |
| Флегматик  | Вода    | Вземащ           | АБ           |
| Сангвиник  | Въздух  | Социално-Полезен | Б            |
| Холерик    | Огън    | Управляващ       | 0            |

## Класификация според Айзенк

### Екстроверт
Екстровертните хора са насочени навън – те се фокусират към външната среда и черпят енергията си от взаимодействието си с нея. По-силно изразената екстровертност води до по-силна нужда от социални контакти. Екстровертните личности са по-склонни към спонтанност, избухливост и прибързани реакции. Характеризират се с активност, нужда от популярност и общуване с други хора, инициативност, повишен ентусиазъм.

### Интроверт
Интровертните хора са насочени навътре, към вътрешния си свят и енергията им идва от него. Те са по-малко склонни да търсят социални контакти, в сравнение с екстровертите. Личностите с по-силно изразен интровертизъм имат социални взаимоотношения с външния свят, но просто не се фокусират върху тях. По-силно изразената интровертност се характеризира най-често с по-силно изразена резервираност, усамотение, спокойствие, саморефлексия (обмисляне на собственото поведение). Това незадължително са хора без приятели!

## Класификация според Кречмер
На свой ред Ернст Кречмер, наблюдавайки психично болните, забелязал, че страдащите от меланхолия и манийна психоза обикновено са ниски на ръст и пълни, докато шизофренно болните, безразличните и апатичните имат издължено и тънко тяло. Той нарекъл първите „пикнични-циклотимни“, а вторите „астенични (или лептосомни-шизотимни“). По-късно добавил „атлетичния-епилептоиден“ тип и „диспластичния“ тип.

## Класификация на Шелдън
Шелдън разработва собствена класификация на темпераментите в своята книга „Видове темперамент“. Също откроява три основни морфологични типа: ендоморфен, ектоморфен и мезоморфен. На всеки тип съответства съвкупност от основни характерологични черти, наречени висцеротония, церебротония и соматотония. Практически много рядко в живота могат да се срещнат индивиди, които да принадлежат изцяло към един от трите типа. Човекът представлява съвкупност от тези темпераменти.

### Ендоморфен тип
Терминът обозначава субект с едро, меко, закръглено, без мускулен релеф тяло, но изключителна сила и издръжливост, като вътрешните органи и храносмилателната система заемат важно място. Терминът е свързан с наименованието на вътрешния слой на зародиша (ендодерма), от който почти изцяло произлизат функционалните елементи на храносмилателната система. На този морфологичен тип съответства „висцеротоничният“ темперамент, който се характеризира с общителност и слабост към обилното хранене.

### Ектоморфен тип
Ектоморфният субект е слаб, деликатен и крехък, с неизразена мускулатура и относително дълги крайници. У него пропорционално на телесната маса мозъкът и централната нервна система са значителни и в известен смисъл имат, заедно с кожата, склонност към преобладаване в структурата на тялото. Терминът „ектоморфен“ е бил избран, защото напомня за най-външния зародишен слой (ектодермата), от който произлизат тези тъкани. На този морфологичен тип обикновено съответства „церебротоничен“ темперамент.

### Мезоморфен тип
Индивид, при когото преобладават мускулите, костите и съединителната тъкан. Всички те произлизат от мезодермата, или междинния слой на зародиша, чийто физически аспект изразява здравина и сила. Обикновено на този морфологичен тип съответства соматотоничен темперамент (активен, енергичен, обичащ да се налага).

## Класификация на Павлов
Изхождайки от експерименталната си практика, касаеща изучаването на зависимостта на темперамента от типа на висшата нервна дейност и условните рефлекси, руският психолог и физиолог Иван Павлов (1849 – 1936) забелязва, че кучетата се различават по основните свойства на нервната система: сила, уравновесеност и подвижност. Разграничил е следните четири типа
1) Силен, уравновесен, подвижен – сангвиник
2) Силен, неуравновесен – холерик
3) Силен, уравновесен, бавен – флегматик
4) Слаб – меланхолик
Съпоставяйки ги с класическите темпераментни разделения, Павлов достига до извода, че комбинациите от свойства на нервната система определят темперамента.